# Togo a 2008. évi nyári olimpiai játékokon
Togo a kínai Pekingben megrendezett 2008. évi nyári olimpiai játékok egy részt vevő nemzete volt. Az országot az olimpián 4 sportágban 4 sportoló képviselte, akik összesen 1 érmet szereztek.
A szlalomkajakos Benjamin Boukpeti szerezte az egyetlen bronzérmet.

## Érmesek
| Érem  | Versenyző         | Sportág    | Versenyszám         |
| ----- | ----------------- | ---------- | ------------------- |
| Bronz | Benjamin Boukpeti | Kajak-kenu | Kajak egyes szlalom |

## Atlétika
Női
| Versenyző                | Versenyszám | Előfutam | Előfutam | Előfutam | Elődöntő | Elődöntő | Elődöntő | Döntő   | Döntő    |
| Versenyző                | Versenyszám | Idő      | Hely.    | Össz.    | Idő      | Hely.    | Össz.    | Idő     | Helyezés |
| ------------------------ | ----------- | -------- | -------- | -------- | -------- | -------- | -------- | ------- | -------- |
| Sandrine Thiebaud-Kangni | 400 méter   | 54,16    | 7.       | 45.      | kiesett  | kiesett  | kiesett  | kiesett | kiesett  |

## Cselgáncs
Férfi
| Versenyző             | Versenyszám | Selejtező                        | 32-es főtábla                   | Nyolcaddöntő      | Negyeddöntő       | Elődöntő          | Vigaszág első kör                      | Vigaszág negyeddöntő | Vigaszág elődöntő | Bronz- mérkőzés   | Döntő             | Helyezés |
| Versenyző             | Versenyszám | Ellenfél Eredmény                | Ellenfél Eredmény               | Ellenfél Eredmény | Ellenfél Eredmény | Ellenfél Eredmény | Ellenfél Eredmény                      | Ellenfél Eredmény    | Ellenfél Eredmény | Ellenfél Eredmény | Ellenfél Eredmény | Helyezés |
| --------------------- | ----------- | -------------------------------- | ------------------------------- | ----------------- | ----------------- | ----------------- | -------------------------------------- | -------------------- | ----------------- | ----------------- | ----------------- | -------- |
| Kouami Sacha Denanyoh | Váltósúly   | Serali Bozorov (TJK) · 0011-0010 | Roman Hontyuk (UKR) · 0001-1010 |                   |                   |                   | Mario Antonio Valles (COL) · 0001-0100 | kiesett              | kiesett           | kiesett           |                   | 13.      |

## Kajak-kenu

### Szlalom
| Versenyző         | Versenyszám | Selejtező | Selejtező | Selejtező | Selejtező | Selejtező  | Selejtező  | Elődöntő | Elődöntő | Döntő | Döntő | Összesítés | Összesítés |
| Versenyző         | Versenyszám | 1. futam  | 1. futam  | 2. futam  | 2. futam  | Összesítés | Összesítés | Elődöntő | Elődöntő | Döntő | Döntő | Összesítés | Összesítés |
| Versenyző         | Versenyszám | Pont      | Hely.     | Pont      | Hely.     | Pont       | Hely.      | Pont     | Hely.    | Pont  | Hely. | Pont       | Helyezés   |
| ----------------- | ----------- | --------- | --------- | --------- | --------- | ---------- | ---------- | -------- | -------- | ----- | ----- | ---------- | ---------- |
| Benjamin Boukpeti | Kajak egyes | 90,17     | 20.       | 82,09     | 1.        | 172,26     | 8. Q       | 86,08    | 1. Q     | 87,37 | 3.    | 173,45     |            |

## Tenisz
Férfi
| Versenyző     | Versenyszám | 64-es főtábla                   | 32-es főtábla     | Nyolcaddöntő      | Negyeddöntő       | Elődöntő          | Bronz- mérkőzés   | Döntő             | Helyezés |
| Versenyző     | Versenyszám | Ellenfél Eredmény               | Ellenfél Eredmény | Ellenfél Eredmény | Ellenfél Eredmény | Ellenfél Eredmény | Ellenfél Eredmény | Ellenfél Eredmény | Helyezés |
| ------------- | ----------- | ------------------------------- | ----------------- | ----------------- | ----------------- | ----------------- | ----------------- | ----------------- | -------- |
| Komlavi Loglo | Férfi egyes | Kevin Anderson (RSA) · 3-6, 2-6 | kiesett           | kiesett           | kiesett           | kiesett           | kiesett           | kiesett           | 33.      |